# Bhutan Women’s Football League 2019
Die Bhutan Women’s Football League 2019 (aus Sponsorengründen Thimphu Women’s League) war die 4. Spielzeit der Bhutanesischen Fußballliga der Frauen gewesen. Titelverteidiger war BFF Academy FC. Die Saison begann am 20. Juli 2019 und endete mit dem Meisterschafts-Finalspiel am 9. August 2019.

## Modus
Zuerst ermitteln alle fünf Mannschaften in einer Gruppenphase die besten vier Mannschaften. Die besten Vier qualifizieren sich für die Meisterschaftsrunde. Danach ermittelten die Mannschaften in einer K.O.-Runde den Meister.

## Teilnehmer
| - Sunrise Women’s FC - Mandala FC - Thimphu City Ladies FC | - Druk United FC - Tensung Bum’s FC |

## Reguläre Saison

### Abschlusstabelle
| Pl. | Verein                 | Sp. | S | U | N | Tore    | Diff. | Punkte |
| --- | ---------------------- | --- | - | - | - | ------- | ----- | ------ |
| 1.  | Sunrise Women’s FC     | 4   | 3 | 1 | 0 | 032:000 | +32   | 10     |
| 2.  | Thimphu City Ladies FC | 4   | 3 | 1 | 0 | 018:000 | +18   | 10     |
| 3.  | Mandala FC             | 4   | 2 | 0 | 2 | 010:140 | −4    | 06     |
| 4.  | Druk United FC         | 4   | 0 | 1 | 3 | 002:240 | −22   | 01     |
| 5.  | Tensung Bum’s FC       | 4   | 0 | 1 | 3 | 001:250 | −24   | 01     |

| Zum 4. Spieltag:                      |                                                                  |
| Qualifikation zur Meisterschaftsrunde |                                                                  |
|                                       |                                                                  |
| Zum Saisonende 2019:                  |                                                                  |
| (M)                                   | Amtierender Meister: BFF Academy FC (trat nicht an diese Saison) |

## Meisterschaftsrunde

### Halbfinale
|                        | Ergebnis |                |
| ---------------------- | -------- | -------------- |
| Sunrise Women’s FC     | -:-      | Druk United FC |
| Thimphu City Ladies FC | 3:0      | Mandala FC     |

Anmerkung: Druk United FC trat gegen Sunrise Women’s FC im Halbfinale nicht an.

### Finale
|                    | Ergebnis |                        |
| ------------------ | -------- | ---------------------- |
| Sunrise Women’s FC | 1:0      | Thimphu City Ladies FC |